# Traité de la Tafna
Le traité de la Tafna est signé le 30 mai 1837 entre l'émir Abdelkader et le général Bugeaud.
Les termes du traité impliquent qu'Abdelkader reconnait la souveraineté impériale française en Algérie. Cependant, le prix que la France devait payer pour obtenir la reconnaissance impliquait la cession d'environ deux tiers de l'Algérie à Abdelkader (c'est-à-dire les provinces d'Oran, de Koléa, Médéa, Tlemcen et Alger).
L'émir a utilisé le traité pour consolider son pouvoir sur les tribus de l'intérieur, établissant de nouvelles villes loin du contrôle français. Il a travaillé pour motiver la population sous contrôle français à résister par des moyens pacifiques et militaires. Cherchant à affronter à nouveau les Français, il revendiquait, en vertu du traité, le territoire qui comprenait la route principale entre Alger et Constantine. Lorsque les troupes françaises ont contesté cette revendication à la fin de 1839 en marchant à travers un défilé de montagne connu sous le nom de portes de fer, Abdelkader a revendiqué une violation du traité, et a renouvelé les appels au djihad.

## Contexte
En 1832, à la suite du début de la conquête de l'Algérie par la France, Abdelkader devient le chef de guerre (émir) des tribus de la région de Mascara et réussit ensuite à établir son autorité dans la plus grande partie de l'Oranie (l'ancien beylik d'Oran de la régence d'Alger), sauf les lieux occupés par les Français, notamment Oran.
En 1834, un traité est conclu entre l'émir et le général Desmichels, commandant à Oran, mais, paraissant trop favorable à l'émir, il n'est pas réellement accepté par les autorités françaises : Desmichels est relevé de ses fonctions, ainsi que le commandant en chef Théophile Voirol, remplacé par le comte d'Erlon (1834-1835), premier gouverneur général, auquel succède le général Clauzel (1835-1837), qui lance une politique d'hostilités ouvertes contre Hadjout, Médéa, Larbaâ et Thénia.
Cette politique est un échec : les troupes françaises subissent des revers militaires face aux forces d'Abdelkader, en particulier lors la bataille de la Macta en 1835. Appelé à intervenir pour rétablir la situation, le général Bugeaud remporte la victoire de la Sikkak en juillet 1836.
Le gouvernement français désavoue cependant la politique du général Clauzel, qui est relevé en février 1837 et remplacé par le général Damrémont : la perspective générale est désormais de consolider les possessions françaises du littoral, mais aussi de mettre fin à l'insoumission du bey de Constantine, Ahmed Bey, alors que Clauzel a échoué lors de la première expédition contre lui en octobre 1836.
C'est dans ce cadre qu'un traité est négocié entre Bugeaud et Abdelkader.
Le traité est signé 30 mai 1837 à Rachgoun près de l'embouchure de la Tafna.

## Contenu
Les principales clauses des quinze articles du traité sont les suivantes.
Par l'article 1er, l'émir « reconnaît la souveraineté de la France en Afrique ».
La France accorde à l'émir :
- la province d'Oran, sauf Oran, Arzew, Mostaganem et Mazagran[3] ;
- la province du Tittéri[3] ;
- la province d'Alger, sauf une partie de la Mitidja[3].

Mais l'émir ne peut « pénétrer dans aucune autre partie de la Régence ».
La France abandonne le camp de la Tafna ainsi que Tlemcen et le Mechouar.
Les Kouloughlis alliés aux Français sont libres de demeurer à Tlemcen ou de se retirer en conservant leurs biens.
Le commerce intérieur entre Arabes et Français est libre. Mais le commerce extérieur ne peut se faire que par les ports français.
L'émir obtient le droit de se fournir en poudre et en armes de guerre auprès des Français. Mais il fait à l'armée française un don de 1 800 hectolitres de froment et d'autant d'orge ainsi que de 5 000 bœufs.

## Conservation
L'original bilingue du traité est perdu. Seules nous en sont parvenues deux copies, certifiées conformes à l'original par le contreseing du général-baron Simon Bernard, ministre de la Guerre au sein du second cabinet Molé : elles consistent en un feuillet double format ministre, avec le texte français à gauche et le texte arabe à droite ; au bas de la troisième page, sous la signature : « Bugeaud », se trouvaient, à gauche, le « cachet arabe » du général et, au centre, celui de l'émir. Ces copies ont été retrouvées en 1950 par Marcel Émerit (1899-1985).

## Le traité
Les termes du traité demandent à Abdelkader de reconnaître la souveraineté de la France en Algérie. La contrepartie pour les Français est de reconnaître le pouvoir d'Abdelkader sur environ deux tiers de l'ancienne régence d'Alger, les anciens beyliks d'Oran et de Médéa (ou du Titteri), sauf les territoires définis par l'article 2 du traité.

### Texte du traité
« Entre le lieutenant général Bugeaud, commandant les troupes françaises dans la province d'Oran, et l'émir Abd-el-Kader, a été convenu le traité suivant : 
- Article 1 : L'Émir Abd el Kader reconnaît la souveraineté de la France en Afrique.

- Article 2 :  La France se réserve, dans la province d'Oran, Mostaganem, Mazagran, et leurs territoires, Oran, Arzew, et un territoire limité comme suit : à l'Est par la rivière Macta, et les marais dont elle sort ; au Sud, par une ligne partant des marais précités, passant par les rives sud du lac, et se prolongeant jusqu'à l'oued Maleh dans la direction de Sidi Saïd ; et de cette rivière jusqu'à la mer, appartiendra aux Français. Dans la province d'Alger, Alger, le sahel, la plaine de la Mitidja – limitée à l'Est par l'oued Khuddra (chez les Aïth Aïcha), en aval ; au Sud par la crête de la première chaîne du petit Atlas blidéen, jusqu'à la Chiffa jusqu'au saillant de Mazafran, et de là par une ligne directe jusqu'à la mer, y compris Koléa et son territoire – seront français.

- Article 3 :  L'Émir aura l'administration de la province d'Oran, de celle du Tittery, et de cette partie de la province d'Alger qui n'est pas comprise, à l'Est, à l'intérieur des limites indiquées par l'article 2. Il ne pourra pénétrer dans aucune autre partie de la régence.

- Article 4 :  L'Émir n'aura aucune autorité sur les Musulmans qui désirent résider sur le territoire réservé à la France ; mais ceux-ci seront libres d'aller résider sur le territoire sous l'administration de l'Émir ; de la même façon, les habitants vivant sous l'administration de l'Émir pourront s'établir sur le territoire français.

- Article 5 :  Les Arabes habitant sur le territoire français jouiront du libre exercice de leur religion. Ils pourront construire des mosquées, et accomplir leurs devoirs religieux en tous points, sous l'autorité de leurs chefs spirituels.

- Article 6 :  L'Émir livrera à l'armée française 30 000 mesures de blés, 30 000 mesures d'orge et 5 000 bœufs.

- Article 7 :  L'Émir aura la faculté d'acheter en France, la poudre, le soufre, et les armes qu'il demandera.

- Article 8 :  Les kouloughlis désirant rester à Tlemcen, ou ailleurs, y auront la libre possession de leurs propriétés, et seront traités comme des citoyens. Ceux qui désirent se retirer dans le territoire français, pourront vendre ou louer librement leurs propriétés.

- Article 9 :  La France cède à l'Émir, Rachgoun, Tlemcen, sa citadelle, et tous les canons qui s'y trouvaient primitivement. L'Émir s'engage à convoyer jusqu'à Oran tous les bagages, aussi bien que les munitions de guerre, appartenant à la garnison de Tlemcen.

- Article 10 :  Le commerce sera libre entre les Arabes et les Français. Ils pourront réciproquement aller s'établir sur chacun de leurs territoires.

- Article 11 :  Les Français seront respectés parmi les Arabes, comme les Arabes parmi les Français. Les fermes et les propriétés que les Français ont acquises, ou pourront acquérir, sur le territoire arabe, leur seront garanties : ils en jouiront librement, et l'Émir s'engage à les indemniser pour tous les dommages que les Arabes pourront leur causer.

- Article 12 :  Les criminels, sur les deux territoires, seront réciproquement livrés.

- Article 13 :  L'Émir s'engage à ne remettre aucun point de la côte à aucune puissance étrangère, quelle qu'elle soit, sans l'autorisation de la France.

- Article 14 :  Le commerce de la Régence ne passera que par les ports français.

- Article 15 :  La France maintiendra des agents auprès de l'Émir, et dans les villes sous sa juridiction, pour servir d'intermédiaires aux sujets français, dans tous les différends commerciaux qu'ils pourront avoir avec les Arabes. L'Émir jouira de la même faculté dans les villes et ports français.

Tafna, le 30 mai 1837
Le lieutenant général commandant la province d'Oran, Bugeaud »

## Conséquences

### Massacre des Ben Zetoun (1837)
Le traité de la Tafna a remis entre les mains d'Abdelkader la petite tribu des Ben Zetoun, la seule de la Mitidja qui s'était alliée à la France et qui fut ensuite presqu’entièrement anéantie, seuls 1 600 survivants seront recueillis par les Français[Interprétation personnelle ?].

### Remise en cause du traité (1839)
En novembre 1837, le général Damrémont lance la seconde expédition contre Constantine, qui réussit, malgré la mort de Damrémont sous les murs de la ville (il est remplacé par le général Valée). 
Constantine ne faisant pas partie des territoires de l'émir, la trêve se prolonge jusqu'en 1839, deux années qui permettent à l'émir de perfectionner son État. 
Mais, en 1839, a lieu l’expédition des Portes de Fer : les troupes françaises établissent une jonction terrestre entre Alger et Constantine, passant de ce fait par des territoires (les Bibans) inclus dans le territoire de l'émir. Celui-ci en fait un casus belli et, le 15 octobre 1839, informe le général Valée du retour à l'état de guerre. Celle-ci prendra fin en 1847 avec la reddition d'Abdelkader.